# Horatio Hornblower

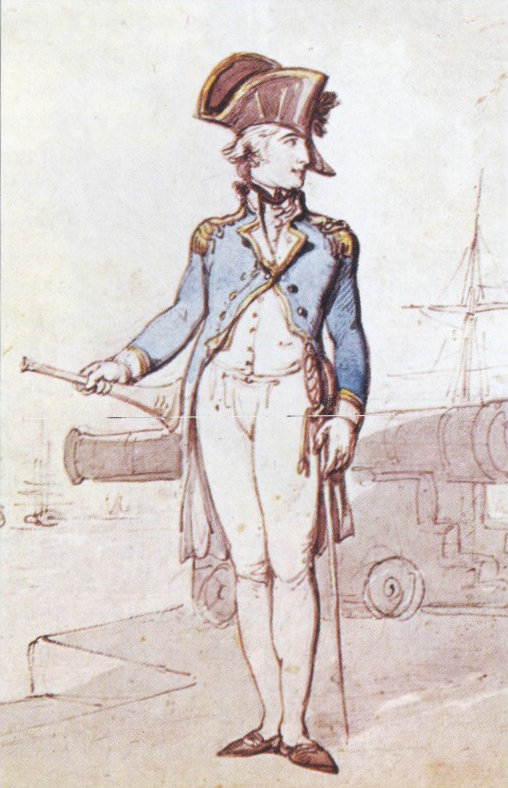
Dibujo de un capitán de la Royal Navy a comienzos del.

Horatio Hornblower es un personaje ficticio, creado por Cecil Scott Forester en 1937, protagonista de una serie de once novelas y dos relatos de ficción que narran sus vivencias como oficial de la Marina Real Británica durante las guerras napoleónicas, desde finales del siglo XVIII y principios del siglo XIX.
En 1951 el actor Gregory Peck interpretó el papel de Hornblower en Captain Horatio Hornblower, adaptación sintética en una sola película de tres novelas: Happy Return, A Ship of the Line y Flying Colours. La película fue titulada El hidalgo de los mares en España y El conquistador de los mares en Hispanoamérica y fue reeditada en 2007 en formato DVD.
En 1970, el escritor e historiador británico Cyril Northcote Parkinson dedicó uno de sus ensayos a un estudio sobre la obra de Forester, que tituló La vida y los tiempos de Horatio Hornblower (The Life and Times of Horatio Hornblower).
En 1998 el actor Ioan Gruffudd interpreta para televisión al guardiamarina Hornblower en una adaptación del primer relato de la novela El guardiamarina Hornblower. Ese mismo año se realiza una segunda adaptación y en 2001 y 2003 se realizan dos capítulos más de la saga.

## Saga cronológica de las novelas
La siguiente tabla presenta las novelas que componen la saga de Hornblower, en orden cronológico de los hechos que se narran en las mismas y su traducción al español:

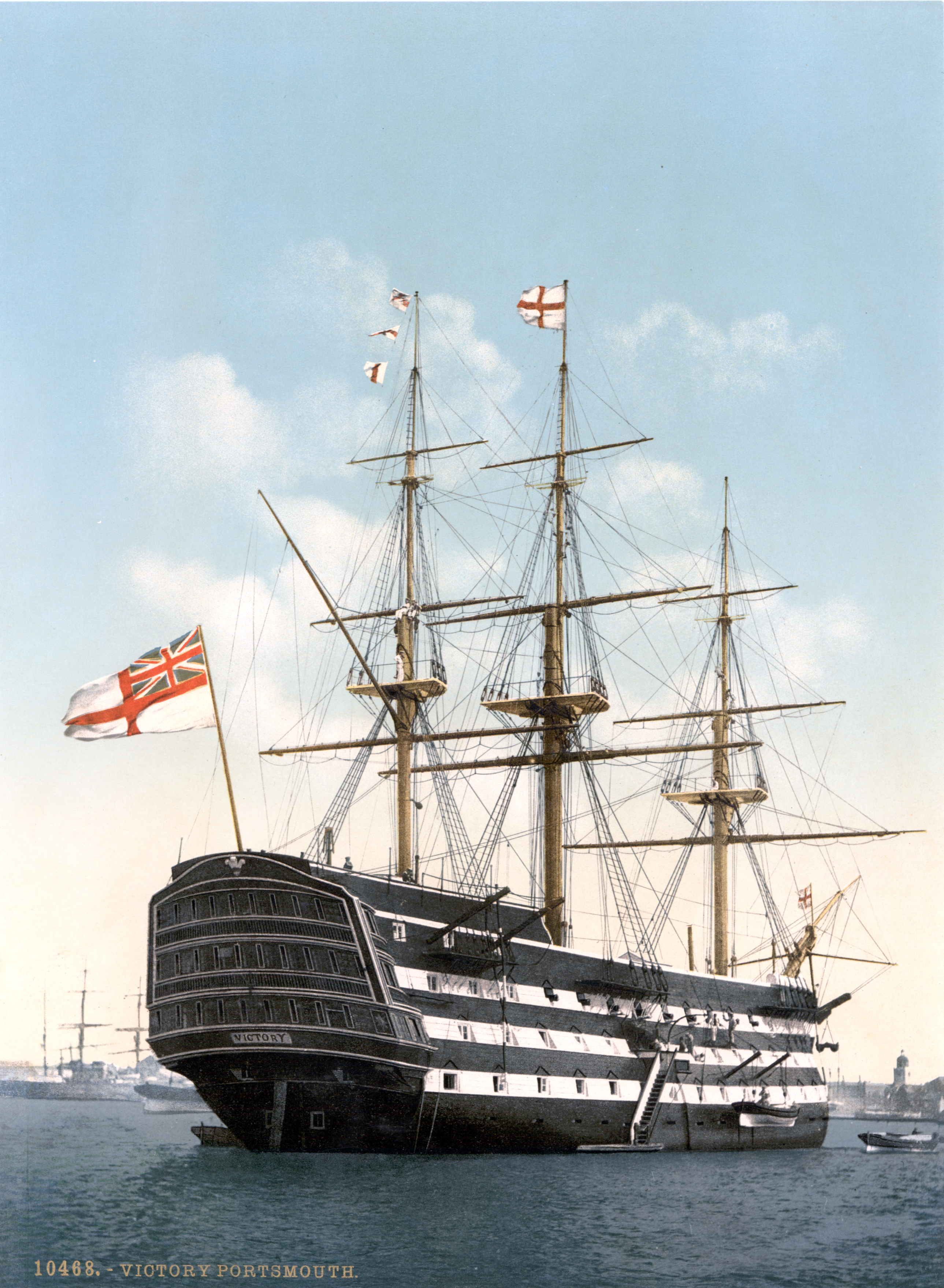
El navío de línea HMS Victory, construido entre 1759 y 1765, en una estampa de 1900.

| Novelas                                                                      | Orden cronológico                        | Traducción                                  | Editorial                                   |
| ---------------------------------------------------------------------------- | ---------------------------------------- | ------------------------------------------- | ------------------------------------------- |
| Mr. Midshipman Hornblower (1950)                                             | Entre junio de 1794 y noviembre de 1797  | El guardiamarina Hornblower                 | (1997) Editorial Edhasa ISBN 84-350-3503-4  |
| Lieutenant Hornblower (1952)                                                 | Entre junio y agosto de 1800             | El teniente de navío Hornblower             | (1997) Editorial Edhasa ISBN 84-350-3502-6  |
| Hornblower and the Hotspur (1962)                                            | Entre abril de 1803 y septiembre de 1804 | Hornblower y el Hotspur                     | (1998) Editorial Edhasa ISBN 84-350-3512-3  |
| Hornblower and the Crisis (relato sin publicar)                              |                                          |                                             |                                             |
| Hornblower and the Atropos (1953)                                            | Entre octubre de 1805 y marzo de 1807    | Hornblower y la Atropos                     | (1997) Editorial Edhasa ISBN 84-350-3513-1  |
| Happy Return, The (1937)                                                     | Entre junio y agosto de 1808             | El capitán Hornblower de la Marina Real     | (1957). Ediciones G.P.                      |
| Happy Return, The (1937)                                                     | Entre junio y agosto de 1808             | Hornblower contra la Natividad              | (1999) Editorial Edhasa. ISBN 84-350-3517-4 |
| Ship of the Line, A (1938)                                                   | Entre mayo y octubre de 1810             | Un buque de línea                           | (1957) Ediciones G.P.                       |
| Ship of the Line, A (1938)                                                   | Entre mayo y octubre de 1810             | Hornblower en España                        | (2000) Editorial Edhasa. ISBN 84-350-3518-2 |
| Hornblower's charitable offering (relato sin publicar)                       |                                          |                                             |                                             |
| Flying Colours (1938)                                                        | Entre octubre de 1810 y marzo de 1811    | Banderas al viento                          | (1957). Ediciones G.P.                      |
| Flying Colours (1938)                                                        | Entre octubre de 1810 y marzo de 1811    | Banderas al viento                          | (2001) Editorial Edhasa. ISBN 84-350-3519-0 |
| The Commodore (1945) (Commodore Hornblower)                                  |                                          | El comodoro                                 | (1957). Ediciones G.P.                      |
| The Commodore (1945) (Commodore Hornblower)                                  | El comodoro Hornblower                   | (2001) Editorial Edhasa. ISBN 84-971-1142-7 |                                             |
| Lord Hornblower (1946)                                                       |                                          | El retorno de Hornblower                    | (1951) José Janés Editor                    |
| Lord Hornblower (1946)                                                       | Lord Hornblower                          | (2002) Editorial Edhasa. ISBN 84-350-3536-0 |                                             |
| Hornblower in the West Indies (Admiral Hornblower in the West Indies) (1958) |                                          | Hornblower en las Indias Occidentales       | (2003) Editorial Edhasa. ISBN 84-350-3548-4 |